# Ptisana platybasis
Ptisana platybasis là một loài dương xỉ trong họ Marattiaceae. Loài này được Copel. Murdock mô tả khoa học đầu tiên năm 2008.